# Villanueva de la Barca
Villanueva de la Barca (oficialmente en catalán: Vilanova de la Barca) es un municipio español situado en la comarca del Segriá, en la provincia de Lérida, situado al NE. de la comarca, en el límite con las de la Noguera y la Plana de Urgel, en la confluencia de los ríos Corb y Segre.

## Historia
A un kilómetro escaso del casco urbano se eleva un cerro sobre el río Segre que recibe el nombre de Puig de Castell-Pagès. El nombre de Castell-Pagès hace referencia a un castillo fortificado del siglo III, que perdura a través de la dominación musulmana y que, tras la reconquista de Lérida, el conde de Barcelona otorga a Berenguer de Grañana, que lo repuebla fundando la población actual de Vilanueva de la Barca, que pasará ser controlada por los templarios más tarde.
El 12 de abril de 1212, el preceptor de Gardeny y Corbins, Fray Ramón Berenguer de Áger, concedió con el consentimiento de Guillermo de Anglesola y Ramón de Grañana carta franca a “ómnibus hominibus et feminabus de Zaguilar et de Catro-Pagesio”, para que se edificara y poblara el lugar “qui vocatur Vila nova”. En aquellos tiempos Ramón de Grañana dominaba las tierras en torno a la ribera del Segre hasta la actual ermita de Santa María de Grañana, situada a 4 km de Lérida.
En el Libro Verde de la catedral de Lérida y en el Archivo de la Corona de Aragón, existen referencias entre 1184 y 1220 sobre el “Castrum-pagus” o “Castro-Pagesio”, cuya existencia duró poco como tal castillo perdurando sin embargo como granja agrícola perteneciente a la orden del Hospital de San Juan de Jerusalén hasta finales del siglo XX. Del castillo quedan hoy día parte de los cimientos y montones de piedras.
El nombre de Vilanova de Castell-pagès, población de unos 10 hogares hasta 1413, se mantuvo mucho tiempo, de lo que cabe pensar que el nombre actual de Vilanova de la Barca se popularizó más tarde. Se puede observar que en 1632 ya figura Vilanova de la Barca dentro de las poblaciones que forman parte de la Veguería de Lérida y bajo el control del Prior de Cataluña. El apelativo "de la Barca" hace referencia a la barca que se instaló en el río Segre a modo de paso franco y libre para los habitantes de Villanueva cuando se le concedió carta franca.
A las 4 de la tarde del 5 de marzo de 1944, el director general de Regiones Devastadas, José Moreno Torres, acompañado del gobernador civil de Lérida y del presidente de la Diputación llegan a Villanueva para dar la bienvenida a los nuevos propietarios de las primeras 72 viviendas construidas. El importe de estas obras ascendió a 2.857.390,97 pesetas
La Barca ha estado ligada al pueblo a lo largo de su historia reciente, siendo pieza clave del pueblo y motivo del nacimiento del mismo cuando los templarios establecieron el paso en 1212 para facilitar la comunicación entre las tierras de ambas riberas del Segre. Al término de la Guerra Civil, el estado de la barca es irrecuperable, por lo que el 30 de abril de 1939, el gobernador civil de Lérida concede un donativo de 20.000 pesetas para adquirir una barca nueva que se instalará a finales de julio de ese mismo año. En esta fecha, se nombra barquero a Felipe Panadera, cobrando un salario de 2,50 pesetas diarias y dos reales por cada persona o cabalgadura forastera que atraviese el río.

## Geografía humana

### Demografía
Cuenta con una población de 1107 habitantes (INE 2024).
| Gráfica de evolución demográfica de Villanueva de la Barca entre 1842 y 2021 |
| |
| Población de derecho según los censos de población del INE Población de hecho según los censos de población del INEEn estos censos se denominaba Villanueva de la Barca: 1842, 1857, 1860, 1877, 1887, 1897, 1900, 1910, 1920, 1930, 1940, 1950, 1960, 1970 y 1981 |

| 1900 | 1930 | 1950 | 1970 | 1981 | 1986 |
| ---- | ---- | ---- | ---- | ---- | ---- |
| 779  | 878  | 1030 | 976  | 896  | 871  |

### Economía
Agricultura de regadío. Ganadería porcina. Industria agropecuaria y metalúrgica.